# Bornholms Lufthavn
De Bornholms Lufthavn (IATA: RNN, ICAO: EKRN) is een civiele luchthaven op ongeveer 5 kilometer van de stad Rønne op het Deense eiland Bornholm. Als enige luchthaven in Denemarken wordt deze door de staat (Statens Luftfartsvæsen) bestuurd. De luchthaven doet eveneens dienst als basis van de Koninklijke Deense luchtmacht.

## Geschiedenis
In 1935 werd door vertegenwoordigers van de Rijksdag, Rønne en Det Danske Luftfartsselskab (DDL) - het latere Scandinavian Airlines System (SAS), een afspraak gemaakt om een route te openen van Rønne naar Kopenhagen. Het jaar daarop werd de A/S Den bornholmske Flyveplads opgericht. In 1937 werd een stuk bos gekapt en met de aanleg van de luchthaven begonnen.
Met een tijdelijke toestemming van de Luftfartstilsynet (toezichthouder voor de luchtvaart) vonden in 1939 de eerste vluchten plaats. Het vliegverkeer moest echter worden gestaakt omdat de start- en landingsbaan niet aan de eisen voldeed. Het gras van de baan verkeerde in slechte staat en het ontbrak aan de noodzakelijke technische uitrusting, waaronder radio-apparatuur. Uiteindelijk kon op 16 november 1940 dan toch de officiële opening plaatsvinden. Det Danske Luftfartsselskab begon met één dagelijkse vlucht naar Kopenhagen.

## Uitbreiding
In 1947 nam de staat de luchthaven in Rønne over. Tegelijkertijd werd de naam van de luchthaven veranderd naar Rønne Lufthavn en werd het eerste gebouw op de luchthaven ingewijd. In 1961 werd de eerste terminal in gebruik genomen. Deze werd in 1982 vervangen door de huidige terminal. De verkeerstoren dateert echter van 1977.
Deze route werd in 1982 overgenomen door een low-costmaatschappij genaamd Maersk Air (onderdeel van A.P. Møller-Mærsk Group).
In 1992 werd de wens van de Bornholmse ondernemers gehonoreerd, en de naam van de luchthaven wederom veranderd, nu naar: "Bornholms Lufthavn". Bornholm was intussen een goed handelsmerk geworden en daarmee zou de marketing meer mogelijkheden krijgen.
Na twintig jaar, waarvan de laatste jaren met grote verliezen te hebben gevlogen, trok Maersk Air zich terug en werd de route in 2002 overgenomen door Cimber Sterling.

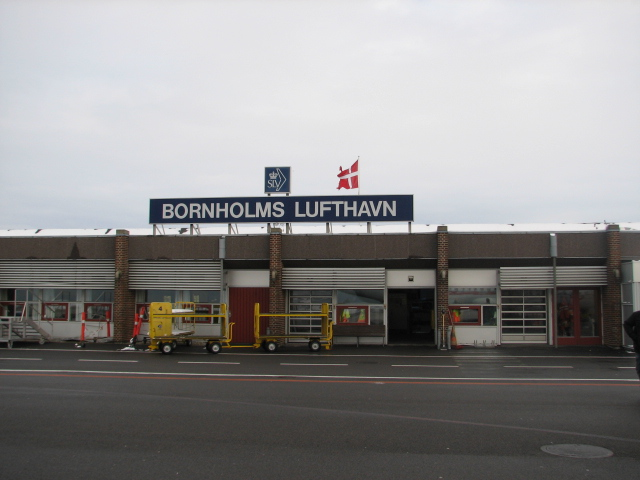
De enige in gebruik zijnde gate in het hoofdgebouw

## Nieuwe tijden
Nieuwe tijden braken aan voor de luchthaven. In 2005 begon Danish Air Transport een concurrerende dienst, maar na een aantal jaren trok deze zich terug. In de zomer van 2007 werden twee nieuwe internationale routes geopend. Een naar Hamburg (Lufthansa) en een naar Oslo (Widerøe's Flyveselskap). De route naar Oslo bestaat nog steeds, maar wordt enkel in de zomer gevlogen.
In 2009 startten lokale ondernemers in samenwerking met een Zweeds bedrijf een luchtvaartmaatschappij genaamd Wings Of Bornholm. Deze begon op 23 augustus 2009 met vier retourvluchten met een vliegtuig van het type SAAB 340. In datzelfde jaar besloot Post Danmark A/S haar post niet meer per vliegtuig naar Bornholm te sturen maar met een veerboot van Simrishamn naar de haven van Allinge. Dit betekende dat er minder werk te doen viel op de luchthaven en er een verlies aan inkomsten gerekend kon worden.
De luchthaven wordt bestuurd door Statens Luftfartsvæsen; het vliegverkeer wordt vanuit de verkeerstoren door Naviair geleid.

## Luchthaventaxi
Het landelijke taxibedrijf Dantaxi heeft Bornholms Taxa in 2010 overgenomen. De ritten van en naar de luchthaven worden tegen een lager tarief aangeboden dan de overige ritten. Echter werden die ritten vaak naar achteren in de rij geschoven in het voordeel van duurdere ritten. Hiermee werden de passagiers van de luchtvaartmaatschappijen vaak gedupeerd, omdat men óf lang moest wachten om thuis te komen, óf het vliegtuig miste.